# Déli sárgacsőrű tokó
A déli sárgacsőrű tokó (Tockus leucomelas) a madarak (Aves) osztályának a szarvascsőrűmadár-alakúak (Bucerotiformes) rendjéhez, ezen belül a szarvascsőrűmadár-félék (Bucerotidae) családjához tartozó faj.

## Előfordulása
Angola, Botswana, a Dél-afrikai Köztársaság, Malawi, Mozambik, Namíbia, Szváziföld, Zambia és Zimbabwe területén honos. A szavannák lakója.

## Megjelenése
Testhossza 48–60 centiméter. Jellemző rá a hosszú narancssárga csőre. Szemei sárgák.

## Életmódja
Egyedül és párban él. Jellemző rá a félénkség. Tápláléka rovarokból, skorpiókból, rágcsálókból, gyümölcsökből és magvakból áll. A száraz évszakban kedvelt tápláléka a hangya.

## Szaporodása
Fészekalja 3–4 tojásból áll, melyen 25 napig kotlik. A fiókák 45 nap után válnak felnőtté,

## Fordítás
- Ez a szócikk részben vagy egészben  a   Southern Yellow-billed Hornbill című angol Wikipédia-szócikk fordításán alapul.  Az eredeti cikk szerkesztőit annak laptörténete sorolja fel. Ez a jelzés csupán a megfogalmazás eredetét és a szerzői jogokat jelzi, nem szolgál a cikkben szereplő információk forrásmegjelöléseként.